# Haworthia retusa
Haworthia retusa és una espècie del gènere Haworthia de la subfamília de les asfodelòidies.

## Descripció
Haworthia retusa és una petita suculenta que forma rosetes fins a 15 de cm de diàmetre, de 10 a 15 fulles carnoses de color verd llima amb puntes translúcides triangulars marcades amb línies longitudinals. En estat salvatge, sol ser una roseta solitparia, mentre que en cultiu pot tenir fillols i fins i tot formar un grup de rosetes. Les fulles són deltoides, recurvades, fins a 8 cm de llargada i fins a 2 cm d'amplada. La inflorescència fa una llargada de fins a 50 cm, sense ramificar, consta de 20 a 30 flors petites tubulars, blanques amb venes de color marró verdós i n'apareixen a finals de la primavera.

## Distribució i hàbitat
Haworthia retusa està estesa a una petita zona de la província sud-africana del Cap Occidental, a prop de Riversdal (entre Bredasdorp fins a Mosselbaai.
Habita els turons més baixes i els terrenys més plans. El seu parent proper, Haworthia turgida, creix en els terrenys més escarpats, rocosos i muntanyencs del nord. És una tendència que les asfodelòidies s'adaptin als penya-segats rocosos escarpats tornant-se més petits i prolífics/agrupats. Aquest sembla ser el cas de H. turgida. Com les dues espècies són extremadament similars i mai se superposen en la distribució, és probable que H. turgida és simplement la forma muntanyenca de H. retusa.

## Taxonomia
Haworthia retusa va ser descrita per L. Duval i publicada a Plantae succulentae in horto Alenconio: 7, a l'any 1809.
Etimologia
Haworthia: nom en honor del botànic britànic Adrian Hardy Haworth (1767-1833).
retusa: epítet llatí que significa "contundent o amb un vèrtex arrodonit".
Varietats acceptades
- Haworthia retusa var. retusa: sud- oest de la Província del Cap (Riversdal) (varietat tipus)
- Haworthia retusa var. nigra (M.B.Bayer) M.B.Bayer: sud-oest de la província del Cap (Bredasdorp)
- Haworthia retusa var. quimutica M.Hayashi: sud-oest de la Província del Cap[6]

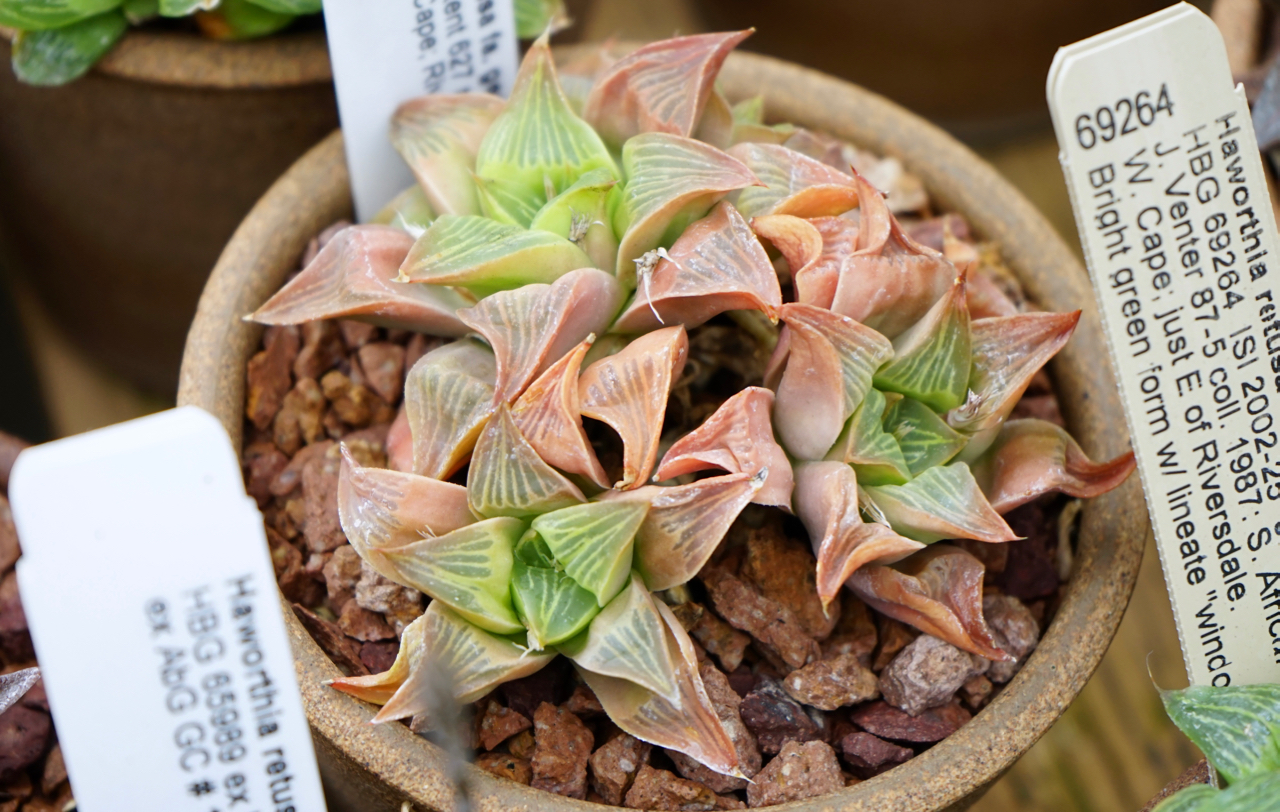
"H. retusa f. geraldii", ara un sinònim de la varietat tipus H. retusa var. retusa.

Sinonímia
- Aloe retusa L.
- Catevala retusa (L.) Medik.
- Apicra retusa (L.) Willd.[7]